# Clan Ii

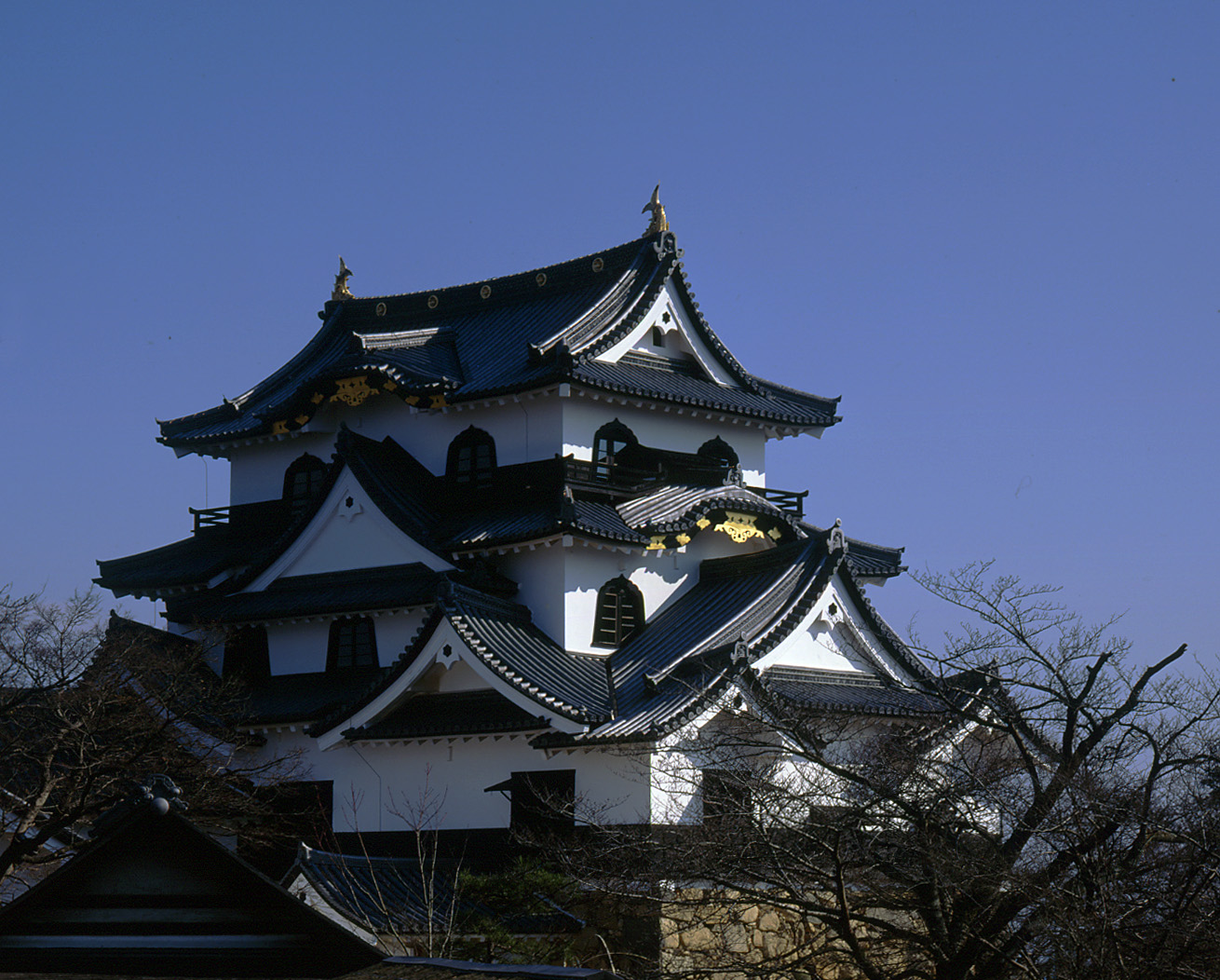
Castell Hikone, la seu del clan Ii durant el període Edo.

El clan Ii (井伊氏 Ii-shi) era un clan japonès que provenia de la província de Tōtōmi. Era un clan de la família Imagawa, i després va canviar al clan Matsudaira de la província de Mikawa. El cèlebre, Ii Naomasa un membre d'aquest clan del segle xvi, va servir com un dels generals de Tokugawa Ieyasu, i va rebre el feu de Hikone com a recompensa per la seva conducta a la batalla de Sekigahara. El clan Ii i algunes branques secundàries van seguir sent dàimio mentre va durar el període Edo. Ii Naosuke, el famós polític de l'últim període Edo, era membre d'aquest clan.